# Fritz Gumpert
Fritz Gumpert (geb. 6. November 1892 in Triptis (Thüringen); gest. 23. April 1933 Königstein-Halbestadt) war ein deutscher Arbeiter und Widerstandskämpfer gegen den Nationalsozialismus.

## Leben
Fritz Gumpert wuchs als einziges Kind seiner Eltern unter schwierigen sozialen Bedingungen auf. Die Familie verfügte über eine kleine Landwirtschaft, der Vater arbeitete zusätzlich als Schuster. 1913 zog Gumpert nach Heidenau, um dort in einer Zellulosefabrik zu arbeiten. Im Jahr darauf wurde er eingezogen und nahm bis zum Ende am Ersten Weltkrieg teil. 1923 wurde er dort entlassen, nachdem er sich an einem Streik für höhere Löhne beteiligt hatte. Im November 1924 fand er erneut Arbeit, jetzt in der Firma Seidel & Naumann, bei der er bis 1931 als Arbeiter tätig war.
In den Jahren der Weimarer Republik organisierte Gumpert sich in der Kommunistischen Partei Deutschlands (KPD) und im Roten Frontkämpferbund (RFB). Bis zum Verbot des RFB 1929 war er Vorsitzender der lokalen Gliederung in Heidenau und danach illegal in der Antifaschistischen Aktion. Es heißt auch, er habe den Antifa-Ausschuss in Heidenau geleitet. Nach der Machtübergabe an die NSDAP und ihre Bündnispartner wurde er im März 1933 ein Opfer der ersten Verhaftungswellen. Er wurde zunächst in die Haftanstalt des Landgerichts am Münchner Platz in Dresden verbracht, in dem „provisorischen“ KZ Hohnstein, einer konfiszierten Jugendburg, festgehalten und im weiteren Verlauf in das KZ Königstein-Halbestadt verschleppt, einem konfiszierten Haus der Naturfreunde am Elbeufer. Hier wurde er am 23. April 1933 von dem SA-Truppführer Walter Biener, Mitglied der Lagerleitung, „buchstäblich zu Tode getrampelt“.
Die Überführung des Toten an seinen Wohnort Heidenau, für die Heidenauer Arbeiter Geld sammelten, fand mit der Auflage statt, dass der Sarg nicht geöffnet werden dürfe. In der Friedhofshalle Heidenau öffnete der Vater ihn dennoch, konstatierte die offenkundige Folterung, Rudolf Nesajda, Vorsitzender der Arbeiterfotografengruppe in Heidenau, machte 16 Beweisaufnahmen. Er übergab sie dem Widerstandskämpfer und Bergsteiger Kurt Hartmann, der sie zusammen mit Zeugenaussagen in die CSR brachte. Die Aufnahmen wurden später in der inzwischen illegalen Arbeiter Illustrierten Zeitung (AIZ) und im Braunbuch über Reichstagsbrand und Hitlerterror veröffentlicht. Einer Zeugenaussage zufolge war der Unterleib Gumperts völlig zerschlagen und zertreten, so dass die Eingeweide teilweise sichtbar waren. Auch seien Abdrücke von Stiefelabsätzen festzustellen gewesen. Er hinterließ mit seiner Frau fünf Kinder. Zu Gumperts Beerdigung auf dem Friedhof in Heidenau-Süd, heißt es, „gegen drei Tausend Arbeiter und Arbeiterinnen“ seien erschienen. Die eigentliche Beerdigung fand im kleinsten familiären Kreis statt, da Polizei und SA mit großem Aufgebot den Zugang zur Grabstätte abgeriegelt hatten und die Menschenmenge vor dem Friedhofseingang auseinandertrieb. In der Pirnaer Zeitung war von der „Verbreitung falscher Gerüchte über das Ableben des Kommunisten G.“ die Rede. Das Preußische Innenministerium war so beunruhigt, dass es den lokalen Behörden vorschrieb, künftig Bestattungen „mit demonstrativem Charakter“ zu verbieten.
Ein Autor „Peter Conrad“, Pseudonym von Anna Seghers, thematisierte bereits 1933 in einer in der Verlagsgenossenschaft ausländischer Arbeiter in der UdSSR in Moskau erschienenen Sammelpublikation von „Berichten aus dem Dritten Reich“ titelgebend (Mord im Lager Hohenstein) das Verbrechen an Gumpert. Seghers beabsichtigte damit einen Beitrag zu einer nicht verwirklichten Sammlung von etwa 40 bis 50 Lebensbildern von NS-Mordopfern. In den Literaturwissenschaften wird der Bericht als Vorarbeit zu dem Roman Das siebte Kreuz gesehen.
Im März 1949 verurteilte das Landgericht Dresden Walter Biener wegen Verbrechen gegen die Menschlichkeit zum Tode. Dem Urteil zufolge war Biener Haupttäter bei der Ermordung Gumperts und an der Folterung und Misshandlung weiterer Nazi-Gegner beteiligt. Der 1912 geborene Bauingenieur Biener war 1931 in die NSDAP und die SA eingetreten. Als SA-Truppführer gehörte er von März bis Mai 1933 der Wachmannschaft sowie der Lagerleitung des Konzentrationslagers Königstein-Halbestadt an. Das Todesurteil wurde nicht vollstreckt; Biener wurde Ende 1955 im Zuge einer breit angelegten Amnestie aus der Haft entlassen.

## Gedenken
In der DDR erhielten das Ferngaswerk Heidenau des VEB Energiekombinat Dresden, das im Kirnitzschtal bei Bad Schandau gelegene gemeinsame Betriebsferienheim und Kinderferienlager der Vereinigten Papierfabriken Heidenau und des VEB Zellstoffwerks Philipp Müller in Coswig den Namen „Fritz Gumpert“. Mit dem Ende der DDR gingen die Trägerbetriebe und ihr Ferienheim unter, so dass der Name verschwand. Die Stadt Heidenau benannte zu einem nicht bekannten Zeitpunkt einen Platz nach ihm. 2004 widmete sie ihm am 27. Januar den Tag des Gedenkens an die Opfer des Nationalsozialismus. Am Naturfreundehaus in Königstein-Halbestadt erinnert ein Gedenkstein der Fédération Internationale des Résistants (FIR), der internationalen Dachorganisation von Verbänden antifaschistischer Widerstandskämpfer, an ihn.

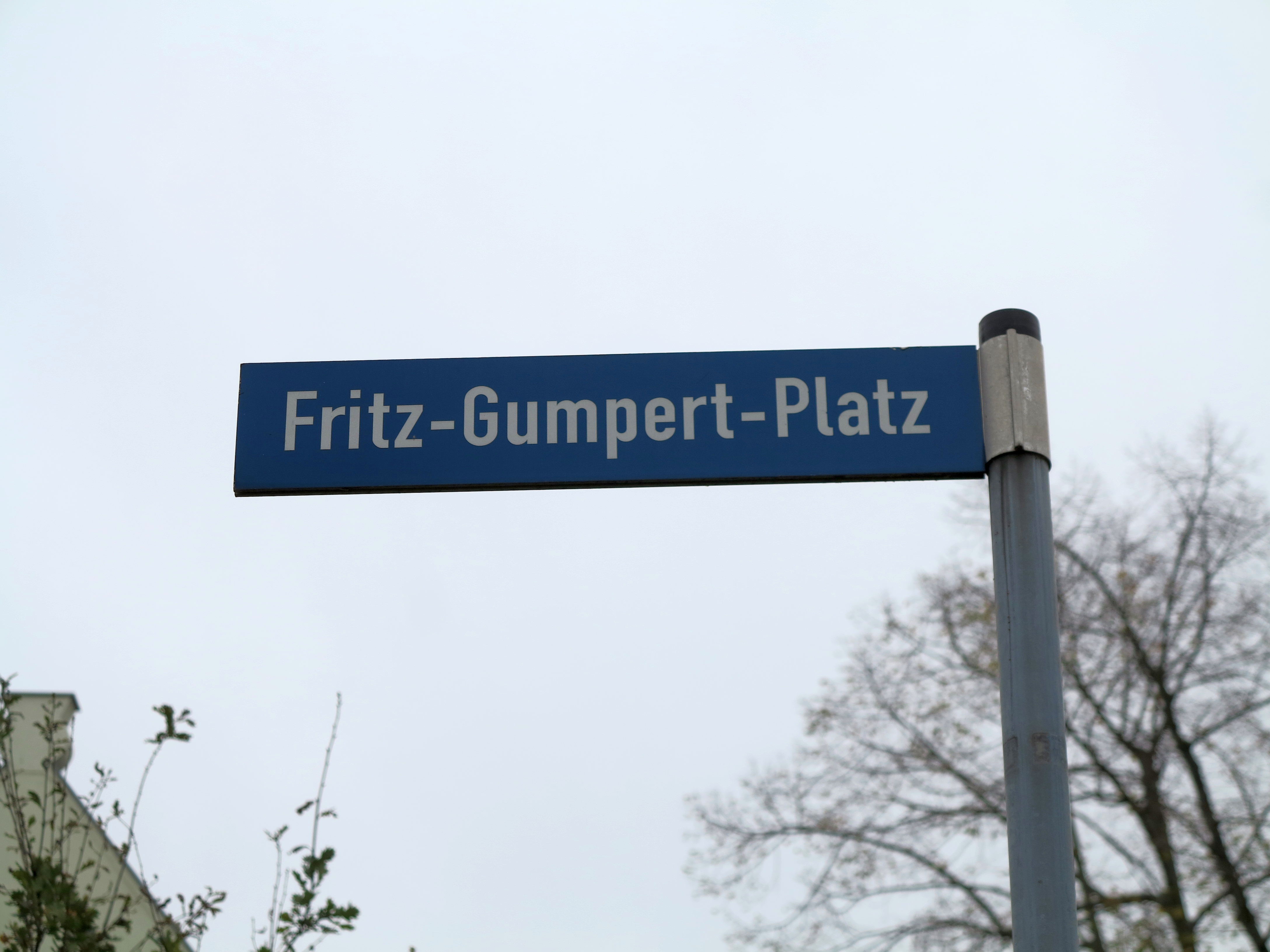
Straßenschild Fritz-Gumpert-Platz

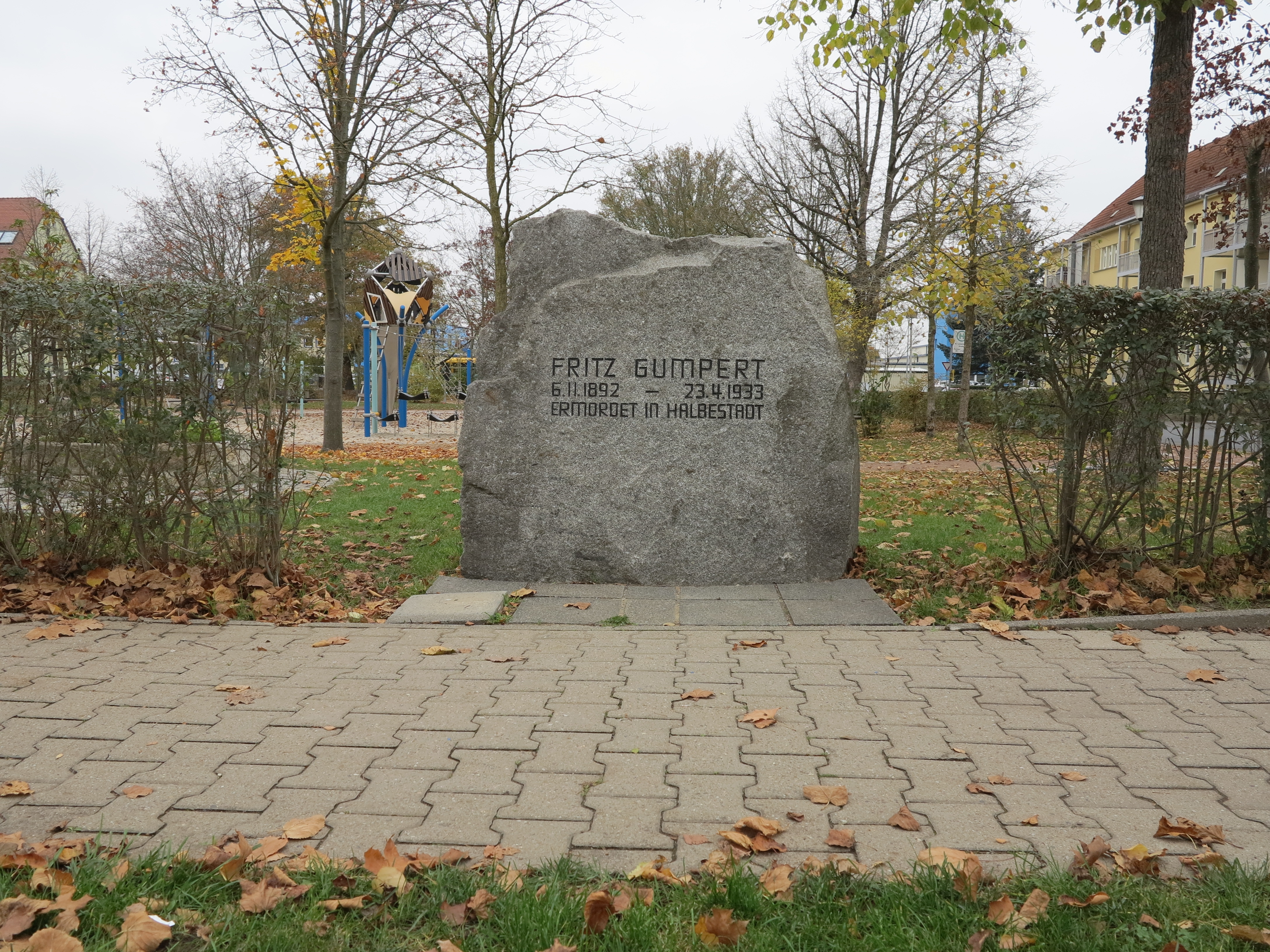
Gedenkstein für Fritz Gumpert